# Dietersdorf (Seßlach)
Dietersdorf ist ein Gemeindeteil der oberfränkischen Stadt Seßlach im Landkreis Coburg.

## Geographie
Dietersdorf liegt etwa zwölf Kilometer südwestlich von Coburg links der Rodach. Die Bundesstraße 303 von Schonungen nach Coburg führt an dem Ort vorbei. Die Staatsstraße St 2204 verbindet Dietersdorf mit Gemünda in Oberfranken und Seßlach. Die Kreisstraße CO 19 führt nach Neundorf.

## Geschichte
Die erste Nennung war im Jahr 1231, als „Herbert de Diettdorf“ in einer Urkunde von 1233 als Zeuge erwähnt wurde. Die zweite urkundliche Erwähnung stammt aus dem Jahr 1283. Eine weitere Nennung folgte 1338, als Ulrich von Hanau, Herr zu Rotenfels, dem Kloster Langheim auf Bitten des Apel von Lichtenstein zu Seßlach dessen Hof zu „Dytrichdorf“ (Dietersdorf) übergab. Der Ort wurde nach einem Mann namens Dietrich benannt.
Im Verlauf des Dreißigjährigen Krieges wurde Dietersdorf durch kaiserliche und bayerische Truppen unter Wallenstein größtenteils zerstört. 1684 gab es in dem Dorf, nachdem es ausgestorben war, wieder 29 Haushalte.
Dietersdorf war ein Ganerbendorf, da im Jahr 1801 dem Klosterhof Tambach acht, der würzburgischen Kellerei Seßlach zwanzig, den Herren von Lichtenstein zwei und der Gemeinde zwei häusliche Lehen gehörten. Im Januar 1806 nahm Graf Joseph Carl von Ortenburg die Tambacher Lande, zu denen auch Dietersdorf gehörte, als reichsunmittelbare Grafschaft Ortenburg-Tambach in Besitz. Im Oktober 1806 wurde die Grafschaft mediatisiert. Von Dezember 1806 bis 1810 gehörte Dietersdorf als Teil des Tambacher Landes zum Großherzogtum Würzburg. Nach dessen Auflösung wurde das Herrschaftsgericht Tambach dem Mainkreis zugeordnet. 1862 erfolgte die Eingliederung Dietersdorfs in das neu geschaffene bayerische Bezirksamt Staffelstein.
1875 hatte das Dorf 272 Einwohner, 110 Gebäude, 60 Wohnhäuser und eine Schule. 158 Personen, deren Kinder die Dorfschule besuchten, gehörten zum Kirchsprengel der römisch-katholischen Pfarrkirche in Seßlach. 114 Bürger gehörten zum Kirchsprengel der evangelisch-lutherischen Pfarrkirche in Gemünda, ihre Kinder gingen dort zur Schule. 1925 hatte das Dorf 297 Einwohner, 54 Wohnhäuser und eine Schule. 168 Personen gehörten zum Kirchsprengel der römisch-katholischen Pfarrkirche in Seßlach und 129 zu dem der evangelisch-lutherischen Pfarrkirche in Gemünda. Im Jahr 1987 hatte das Dorf 382 Einwohner und 108 Wohnhäuser mit 142 Wohnungen.
Am 1. Juli 1972 wurde der Landkreis Staffelstein aufgelöst. Seitdem gehört Dietersdorf zum Landkreis Coburg. Im Zuge der bayerischen Gebietsreform verlor Dietersdorf am 1. Mai 1978 seine Selbstständigkeit als Gemeinde und wurde ein Gemeindeteil der Stadt Seßlach.
Am 1. Oktober 1913 wurde Dietersdorf mit der Bahnstrecke Breitengüßbach–Dietersdorf an das Eisenbahnnetz angeschlossen. Es war die Endstation der Bahnstrecke, die unter anderem mit einem zweigleisigen Lokschuppen mit den erforderlichen Entsorgungseinrichtungen und einem integrierten Wohngebäude ausgestattet war. Im Zuge des Baus der Bundesstraße 303 wurde das Gebäude Ende der 1970er Jahre abgerissen. Der Personenverkehr wurde am 28. September 1975 eingestellt, am 27. September 1981 erfolgte die Gesamtstilllegung.

## Einwohnerentwicklung
| Jahr | Einwohnerzahl |
| ---- | ------------- |
| 1875 | 00000272      |
| 1900 | 00000256      |
| 1925 | 00000297      |
| 1950 | 00000529      |
| 1970 | 00000455      |
| 1987 | 00000382      |
| 2015 | 00000426      |
| 2025 | 00000408      |

## Sehenswürdigkeiten

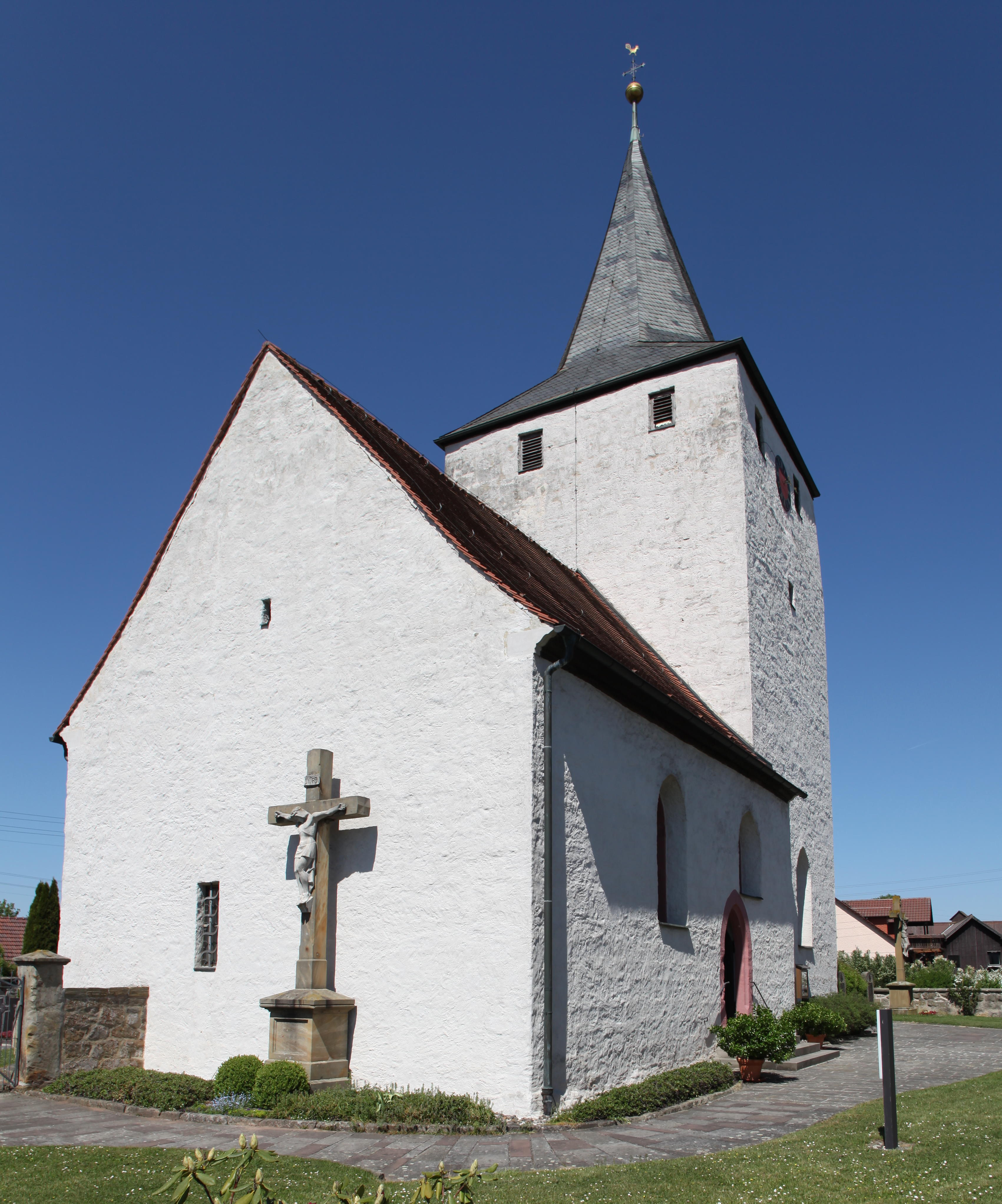
Katholische Filialkirche St. Kilian

Die katholische Filialkirche St. Kilian steht als Wahrzeichen und Mittelpunkt von Dietersdorf auf einer Erhebung und ist von einer Friedhofsmauer umgeben. Das Basisgeschoss des Chorturms hat ein Kreuzgewölbe und wird auf das 13. Jahrhundert datiert. Das Glockengeschoss wurde in der zweiten Hälfte des 16. Jahrhunderts aufgesetzt. Das Langhaus ist im Kern spätgotisch.
Die Kirche wurde im Dreißigjährigen Krieg niedergebrannt. 1664 waren die Dächer wieder hergestellt, 1774 die restlichen Wiederaufbauarbeiten beendet. Die Bretterdecke der Saalkirche ist neuzeitlichen Ursprungs. Fenster, Türgewände, Sakristei und Orgelempore wurden 1880 gestaltet. Eine Besonderheit ist die Steinkanzel aus dem Jahr 1610, die bis 1696 in der Seßlacher Stadtkirche stand. Der Hochaltar ist frühbarocken Ursprungs und stammt aus dem Ende des 18. Jahrhunderts.
In der Liste der Baudenkmäler in Dietersdorf sind weitere Baudenkmäler aufgeführt.